# Chiesa di San Marziano (Mede)
La chiesa di San Marziano, detta anche chiesa dei Santi Marziano e Martino, è la parrocchiale di Mede, in provincia di Pavia e diocesi di Vigevano; fa parte del vicariato di Mede.

## Storia
Probabilmente l'originaria chiesa di Mede, sorta in età paleocristiana, divenne battesimale dopo il V secolo.
La chiesa fu ricostruita nell'XI secolo; nelle Rationes decimarum, redatte tra il 1322 e il 1323, è attestata con il titolo di pieve.
Nel 1460 il vicario diocesano Amico de Fossulanis, compiendo la sua visita pastorale, trovò che la chiesa versava in condizioni non ottimali; così, l'allora parroco don Giacomo dei conti di Mede provvide a far rimaneggiare l'edificio, il quale venne trasformato in stile gotico.
Tra i secoli XVII e XVIII la struttura venne ampliata con la costruzione di alcune cappelle laterali.
Nel 1817 papa Pio VII, con la sua bolla Beati Petri del 17 luglio e con il successivo breve Cum per nostras litteras, datato 26 settembre, aggregò la chiesa alla diocesi di Vigevano, staccandola dalla diocesi di Pavia.
L'edificio subì gravi danni a causa di un sisma nell'autunno del 1828 e venne quindi completamente ristrutturata e ammodernata due anni dopo; dalla relazione della visita pastorale del 1845 del vescovo Forzani si apprende che i fedeli ammontavano a circa 5000 e che la parrocchiale aveva come filiali le cappelle di San Michele e della Trinità e sei oratori.
Tra il 1884 e il 1885 fu edificata la nuova facciata, il cui disegno era stato redatto dall'ingegner Pietro Massazza; il campanile, progettato da Crescentino Caselli traendo ispirazione da quello della cattedrale di San Marco di Venezia, venne invece eretto nel 1902 e inaugurato due anni dopo.
Il 6 gennaio 1971 il vescovo di Vigevano Luigi Barbero assegnò la chiesa alla zona pastorale nord est, mentre poi il 1º gennaio 1972, con la nuova suddivisione territoriale della diocesi voluta dal vescovo Mario Rossi, essa passò al vicariato di Mede.

## Descrizione

### Esterno
La facciata a salienti della chiesa, rivolta a ponente e scandita da paraste sorreggenti dei pinnacoletti, presenta al centro il portale maggiore strombato e il rosone e ai lati gli ingressi minori e due finestre a sesto acuto.
Ad alcuni metri dalla parrocchiale sorge il campanile a base quadrata, abbellito da lesene; la cella presenta su ogni lato una bifora ed è coronata dalla guglia piramidale.

### Interno
L'interno dell'edificio si compone di tre navate, separate da pilastri; al termine del presbiterio si sviluppa l'abside.
Qui sono conservate diverse opere di pregio, tra le quali i due affreschi che ritraggono la Madonna della Pace con San Martino e San Marziano, la pala raffigurante la Fuga in Egitto, le due pale che rappresentano Giuditta e Oloferne e la regina Ester, e il grande altare maggiore.